# Малфріда (княгиня)
Малфріда (962/968 — 1001) — 4-та дружина великого князя київського Володимира Святославича.

## Життєпис
Відповідно до Повісті временних літ була «чехинею». Проте під цим терміном тоді розумілися різні племена. Ймовірніше належала до білих хорватів, племенний союз яких охоплював територію від Чехії до Деревлянської землі. Надалі білі хорвати стали частиною чеської нації. Ім'ям «Малфріда» дружину князя Володимира Святославича називав російський історик Василь Татищев. Можливо, це змінене скандинавським оточенням Володимира Святославича слов'янське ім'я.
У 981 році під час війни великого князя Володимира Святославича проти Польщі[джерело?] було укладено союз з декількома білохорватськими князями. Малфріда стає новою дружиною князя Київського. Її предки володіли Турівською землею, частиною володінь племені деревлян. Тому не дивно, що її син Святослав отримав в уділ Турів.
Після хрещення Володимира та одруження його на Анні Порфіророгенеті у 989 році разом з сином відправлена до Турова (за іншими відомостями — Овруча). Померла Малфріда у 1001 році.